# Комарівка (Рівненський район)
Комарі́вка — село в Україні, у Рівненському районі Рівненської області. Населення становить 189 осіб.

## Географія
Село розташоване на правому березі річки Горинь.

## Символіка
Символи затверджені 28 листопада 2024 року рішенням Костопільської міської ради. Автори – А. Гречило та Ю. Терлецький.

### Герб
У синьому полі золотий комар, у срібній главі - чотири сині наконечники від стріл.
Комар є номінальним символом і вказує на назву села (герб є промовистим). Наконечники стріл розповідають про захист рідної землі та боротьбу проти ворожих нападів. Щит увінчано золотою сільською короною з колосків, що вказує на статус села.

### Прапор
Квадратне полотнище, на синьому квадратному полі, кути якого розташовані на серединах сторін полотнища, жовтий комар, у відділених білих трикутних полях - по синьому наконечнику від стріли, спрямованому до кута прапора.

## Історія
У 1906 році село Степанської волості Рівненського повіту Волинської губернії. Відстань від повітового міста 64 верст, від волості 7. Дворів 38, мешканців 302.